# Qebui
Qebui era el déu egipci del vent del nord. En l'art, Qebui apareix com a un home amb quatre caps de moltó, o com a un moltó alat de quatre caps. També estava associat amb les terres que hi ha més enllà de la tercera cascada del Nil.